# Palasip Qaqqaa
Palasip Qaqqaa, (duń.) Præstefjeldet – góra na Grenlandii (544 m n.p.m.) Jest położona na północ od Sisimiut. U podnóża góry znajduje się port lotniczy Sisimiut.

## Historia

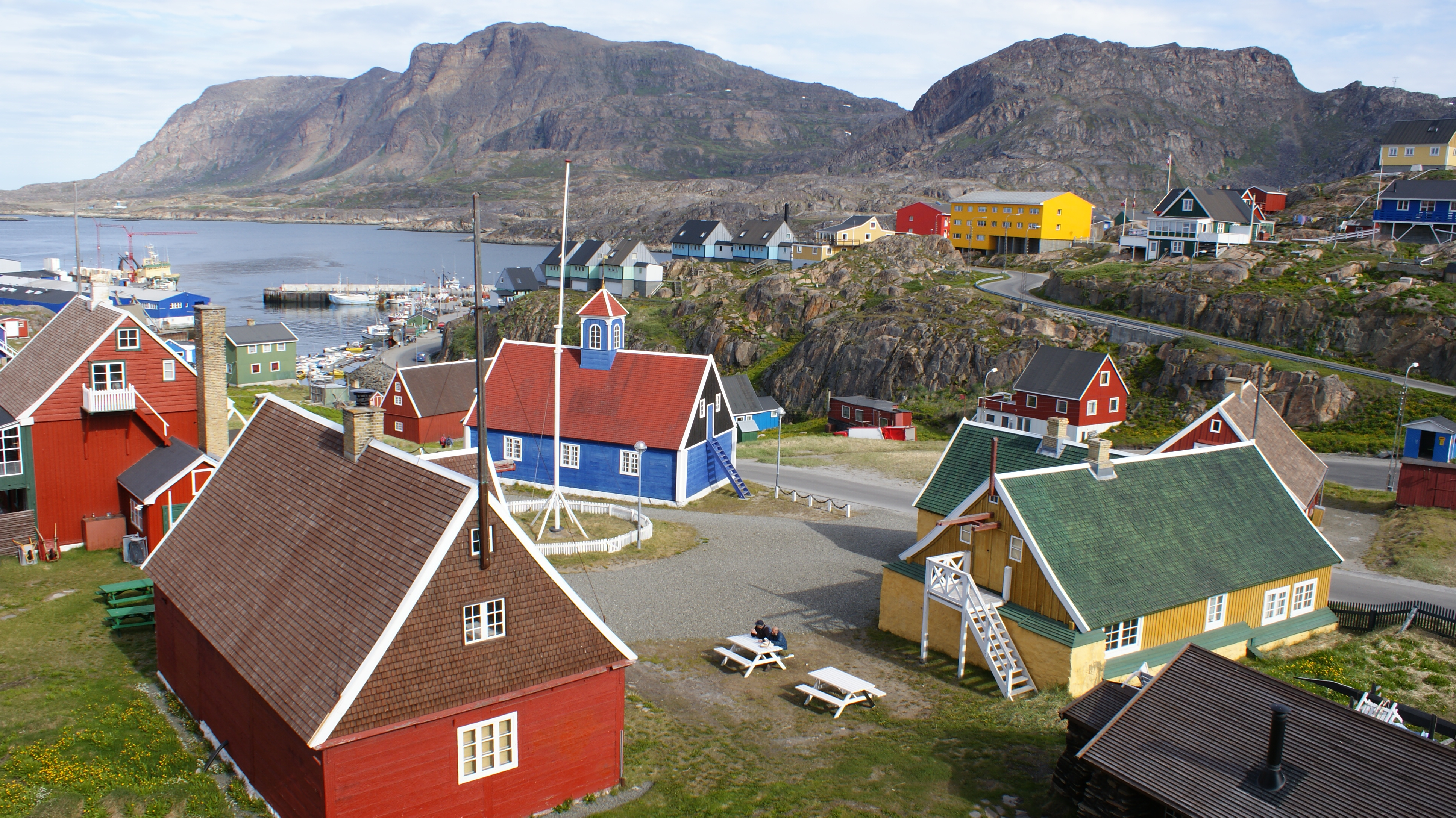
Widok na Palasip Qaqqaa z centrum Sisimiut

Na przełomie XVII i XVIII wieku na górze mieszkał pewien pastor, stąd nazwa szczytu brzmi Præstefjeldet (pol. Góra Kapłańska). Do dziś zachowały się fundamenty tego domu, a sam budynek  został przeniesiony do centrum miasta i obecnie znajduje się w nim biuro turystyczne.

## Turystyka
Góra jest atrakcją dla miłośników pieszych wycieczek. Ze szczytu rozpościera się panorama na miasto, Cieśninę Davisa oraz zatokę Kangerluarsunnguaq.

## Fauna i flora
Wzgórze porastają liczne krzewy, kwiaty oraz mchy. W jego okolicy można spotkać lisy, orły oraz woły piżmowe.